# Serial Peripheral Interface
Serial Peripheral Interface (SPI) kallas en buss för synkron seriekommunikation som används i mikrocontrollertillämpningar. Bussen arbetar i full duplex. Det finns en masterenhet och en slavenhet, där masterenheten genererar klocksignalen för överföringen.

## Signaler
SPI-bussen arbetar med fyra logiska signaler.
- SCLK — Serial Clock (seriell klocka, utgång från master)
- MOSI/SIMO — Master Output, Slave Input (data ut från master och in till slav)
- MISO/SOMI — Master Input, Slave Output (data ut från slav och in till master)
- SS — Slave Select (aktivt låg utgång från master)